# Mon père et nous
Pour plus de détails, voir Fiche technique et Distribution.
Mon père et nous (titre original : Life with Father) est un film américain réalisé par Michael Curtiz, sorti en 1947.

## Synopsis
Vinnie dirige toute sa famille malgré les allures autoritaires de son mari MrDay. Elle découvre que son mari n'est pas baptisé; il refuse de passer à l'église mais elle tente par tous les moyens de le faire changer d'avis.

## Fiche technique
- Titre : Mon père et nous
- Titre original : Life with Father
- Réalisation : Michael Curtiz
- Scénario : Donald Ogden Stewart d'après la pièce de théâtre éponyme d'Howard Lindsay et Russel Crouse, créée le 8 novembre 1939 à l'Empire Theatre, à Broadway.
- Production : Robert Buckner et Jack L. Warner (producteur exécutif)
- Société de production et de distribution : Warner Bros. Pictures
- Musique : Max Steiner
- Photographie : J. Peverell Marley et William V. Skall
- Montage : George Amy
- Direction artistique : Robert M. Haas
- Décorateur de plateau : George James Hopkins
- Costumes : Milo Anderson
- Pays de production :  États-Unis
- Langue : anglais
- Format : couleur (Technicolor) – 35 mm – 1,37:1 – mono (RCA Sound System)
- Genre : comédie familiale
- Durée : 118 minutes
- Dates de sortie :
  - États-Unis : 13 septembre 1947
  - France : 26 août 1949

## Distribution
- William Powell : Clarence Day Sr.
- Irene Dunne : Vinnie Day
- Elizabeth Taylor : Mary Skinner
- Edmund Gwenn : Révérend Dr Lloyd
- Zasu Pitts : Cora Cartwright
- Jimmy Lydon : Clarence Day Jr.
- Emma Dunn : Margaret
- Moroni Olsen : Dr Humphries
- Elisabeth Risdon : Mme Whitehead
- Derek Scott : Harlan Day
- Johnny Calkins : Whitney Day
- Martin Milner : John Day
- Heather Wilde : Annie
- Monte Blue : Le policier
- Mary Field : Nora
- Queenie Leonard : Maggie
- Frank Elliott : Dr Somers
- Clara Blandick : Mlle Wiggins, la bonne

Acteurs non crédités
- Arlene Dahl
- Jean Del Val : François, maître d'hôtel du Delmonico
- Fred Kelsey : Jim, conducteur de tramway
- Douglas Kennedy : Le pasteur Morley

## Autour du film
Life with Father est initialement une autobiographie romancée de Clarence Day Jr. (1874-1935), parue en 1935, après le succès rencontré par God and My Father (1932), et avant la publication posthume de Life with Mother (1936). « Tirés de ses propres expériences familiales, ces portraits plaisants et gentiment satiriques d'un foyer de la fin de l'époque victorienne dominé par un père bourru et obstiné et une mère chaleureuse et charmante »
Le roman est adapté au théâtre en 1939 par Howard Lindsay et Russel Crouse, avant de l'être à l'écran par Michael Curtiz en 1947.